# Syrisch-Arabisch
Syrisch-Arabisch (اللهجة السورية) is een Arabisch dialect dat in Syrië wordt gesproken. De taal moet niet worden verward met het Syrisch, dat tot de Aramese taalfamilie behoort.

## Geschiedenis
Syrisch-Arabisch is een variant van het Levantijns-Arabisch, en kan worden onderverdeeld in een zuidelijke variant, die in Damascus, Homs en Hama, gebruikt wordt, en in Noord-Syrisch-Arabisch, dat gangbaar is in Aleppo en omstreken. Verwante dialecten vindt men aan de Middellandse Zeekust, en vaak wordt ook het Libanees-Arabisch gerekend tot de Zuid-Syrische taalfamilie, maar er wordt evenzeer gesteld dat het Libanees-Arabische dialect een overgangstaal is die tussen het Syrische en Palestijnse dialect in ligt.

## Andere Arabische dialecten in Syrië
Er worden ook andere vormen van het Arabisch gesproken in Syrië die niet tot de Syrisch-Arabische dialecttak behoren:
- Het Arabisch van de Jabal al-Druze, dat door de Druzische gemeenschap gesproken wordt;
- Het oostelijk dialect dat in Al-Hasakah en Deir ez-Zor gesproken wordt; dit maakt deel van het Noord-Mesoptamisch-Arabisch
- De Bedoeïenen spreken Bedawi-Arabisch.

Het geschreven Arabisch in Syrië is Modern Standaardarabisch.